# José Leguizamón
José Ramón Leguizamón Ortega (Areguá, Paraguay, 23 de agosto de 1991) es un futbolista paraguayo. Juega como defensa central y su equipo actual es Encarnación FC de la Primera División de Paraguay

## Trayectoria

### Inicios
Leguizamón debutó en Primera en el 2013. Comenzó su carrera a temprana edad en su ciudad, Areguá. Allí jugó hasta los 19 años en el club Unión Paraguaya, más tarde llegó a Luque para jugar en la Liga Luqueña. Después, tuvo una breve pasantía de tres meses en Rubio Ñu, con el que ascendió a Primera División para luego ir a probar suerte en la reserva de Sportivo Luqueño, donde quedó en la primera prueba, siempre jugando como volante central.

### Sportivo Luqueño
Después de jugar seis meses en la reserva de Luqueño, Pablo Caballero lo promocionó a Primera División, aunque sin poder debutar aún. Fue a los 22 años cuando pudo disputar sus primeros minutos en la máxima categoría del fútbol paraguayo, de la mano de José Cardozo, quien entonces dirigía al cuadro azul y oro. Tras la salida de Pepe, tuvo continuidad con Alicio Solalinde como mediocampista. Posteriormente con Eduardo Rivera pasó a consolidarse como zaguero central.
Leguizamón fue elegido en 2015 como el jugador revelación del fútbol local tras su destacada actuación en la Copa Sudamericana 2015 llegando hasta la semifinal del certamen continental, como así también constituyéndose en el goleador de su equipo durante el torneo Clausura con diez conquistas. En diciembre del mismo año fichó por el Club Olimpia firmando un contrato que lo vincula por cinco años.

### Olimpia
En su primera etapa en Olimpia, fue pieza principal del esquema del equipo dirigido por Fernando Jubero en 2016, siendo vicecampeón en ambos torneos de la temporada con Olimpia. Esto, le valió ser cedido a préstamo a Rosario Central por un año a finales del 2016, ampliando a mediados del 2017 hasta finales del 2018 el préstamo y adquiriendo en el proceso el 50% del pase, dejando en posesión de Olimpia la otra mitad. Pese a ello, Olimpia solicitó la vuelta del jugador en principio del 2018, ya que posee dicho privilegio por ser dueño de los derechos federativos del jugador.
En su segunda etapa, vuelve a ser una pieza fundamental en gran parte de las temporadas 2018 y 2019, logrando así un tetracampeonato. Valiéndole la renovación de su contrato hasta diciembre del 2022. En 2020, fue el jugador más regular de Olimpia, pese a la mala campaña que venía haciendo el equipo, le valió estar en el interés de varios equipos sudamericanos, siendo su destino el fútbol chileno, más precisamente el Unión Española.

### Unión Española
El 20 de noviembre lleva a Chile para firmar y sumarse a su nuevo equipo en condición de préstamo y así disputar la Segunda Rueda del Campeonato Chileno 2020. Siendo cedido en su cuarto equipo hasta junio del 2021 con una opción de compra por US$ 2.000.000.

## Estadísticas

### Clubes
| Club                            | Div.          | Temporada     | Liga  | Liga  | Liga   | Copas nacionales(1) | Copas nacionales(1) | Copas nacionales(1) | Torneos internacionales(2) | Torneos internacionales(2) | Torneos internacionales(2) | Total(3) | Total(3) | Total(3) |
| Club                            | Div.          | Temporada     | Part. | Goles | Asist. | Part.               | Goles               | Asist.              | Part.                      | Goles                      | Asist.                     | Part.    | Goles    | Asist.   |
| ------------------------------- | ------------- | ------------- | ----- | ----- | ------ | ------------------- | ------------------- | ------------------- | -------------------------- | -------------------------- | -------------------------- | -------- | -------- | -------- |
| Sportivo Luqueño Paraguay       | 1.ª           | 2013          | 32    | 1     | 0      | 0                   | 0                   | 0                   | 0                          | 0                          | 0                          | 32       | 1        | 0        |
| Sportivo Luqueño Paraguay       | 1.ª           | 2014          | 33    | 0     | 0      | 0                   | 0                   | 0                   | 0                          | 0                          | 0                          | 33       | 0        | 0        |
| Sportivo Luqueño Paraguay       | 1.ª           | 2015          | 39    | 12    | 3      | -                   | -                   | -                   | 9                          | 3                          | 0                          | 48       | 15       | 3        |
| Olimpia Paraguay                | 1.ª           | 2016          | 32    | 2     | 1      | -                   | -                   | -                   | 4                          | 0                          | 0                          | 36       | 2        | 1        |
| Rosario Central Argentina       | 1.ª           | 2017          | 15    | 1     | 1      | 5                   | 1                   | 0                   | 0                          | 0                          | 0                          | 20       | 2        | 1        |
| Rosario Central Argentina       | 1.ª           | 2018          | 7     | 0     | 0      | 0                   | 0                   | 0                   | 0                          | 0                          | 0                          | 7        | 0        | 0        |
| Rosario Central Argentina       | Total club    | Total club    | 22    | 1     | 1      | 5                   | 1                   | 0                   | 0                          | 0                          | 0                          | 27       | 2        | 1        |
| Olimpia Paraguay                | 1.ª           | 2018          | 37    | 1     | 3      | 2                   | 0                   | 0                   | 4                          | 0                          | 0                          | 43       | 1        | 3        |
| Olimpia Paraguay                | 1.ª           | 2019          | 39    | 2     | 1      | 0                   | 0                   | 0                   | 7                          | 0                          | 0                          | 46       | 2        | 1        |
| Olimpia Paraguay                | 1.ª           | 2020          | 13    | 0     | 0      | 0                   | 0                   | 0                   | 4                          | 0                          | 0                          | 17       | 0        | 0        |
| Olimpia Paraguay                | Total club    | Total club    | 121   | 5     | 5      | 2                   | 0                   | 0                   | 19                         | 0                          | 0                          | 142      | 5        | 5        |
| Unión Española · Chile          | 1.ª           | 2020          | 9     | 0     | 0      | 0                   | 0                   | 0                   | 0                          | 0                          | 0                          | 9        | 0        | 0        |
| Unión Española · Chile          | 1.ª           | 2021          | 2     | 0     | 0      | 0                   | 0                   | 0                   | 0                          | 0                          | 0                          | 2        | 0        | 0        |
| Unión Española · Chile          | Total club    | Total club    | 11    | 0     | 0      | 0                   | 0                   | 0                   | 0                          | 0                          | 0                          | 11       | 0        | 0        |
| Sol de América Paraguay         | 1.ª           | 2021          | 11    | 0     | 0      | 0                   | 0                   | 0                   | 0                          | 0                          | 0                          | 11       | 0        | 0        |
| Sol de América Paraguay         | 1.ª           | 2022          | 15    | 0     | 0      | 0                   | 0                   | 0                   | 0                          | 0                          | 0                          | 15       | 0        | 0        |
| Sol de América Paraguay         | Total club    | Total club    | 26    | 0     | 0      | 0                   | 0                   | 0                   | 0                          | 0                          | 0                          | 26       | 0        | 0        |
| Central Córdoba (SdE) Argentina | 1.ª           | 2022          | 0     | 0     | 0      | 4                   | 0                   | 0                   | 0                          | 0                          | 0                          | 4        | 0        | 0        |
| Central Córdoba (SdE) Argentina | Total club    | Total club    | 0     | 0     | 0      | 4                   | 0                   | 0                   | 0                          | 0                          | 0                          | 4        | 0        | 0        |
| Cienciano · Perú                | 1.ª           | 2023          | 12    | 0     | 0      | 0                   | 0                   | 0                   | 1                          | 0                          | 0                          | 13       | 0        | 0        |
| Cienciano · Perú                | Total club    | Total club    | 12    | 0     | 0      | 0                   | 0                   | 0                   | 1                          | 0                          | 0                          | 13       | 0        | 0        |
| Sportivo Luqueño Paraguay       | 1.ª           | 2023          | 7     | 0     | 0      | 0                   | 0                   | 0                   | 0                          | 0                          | 0                          | 7        | 0        | 0        |
| Sportivo Luqueño Paraguay       | Total club    | Total club    | 111   | 13    | 3      | 0                   | 0                   | 0                   | 9                          | 3                          | 0                          | 120      | 16       | 3        |
| Total carrera                   | Total carrera | Total carrera | 303   | 19    | 9      | 11                  | 1                   | 0                   | 29                         | 3                          | 0                          | 343      | 23       | 9        |

## Palmarés

### Campeonatos nacionales
| Título          | Club    | País     | Año  |
| --------------- | ------- | -------- | ---- |
| Torneo Apertura | Olimpia | Paraguay | 2018 |
| Torneo Clausura | Olimpia | Paraguay | 2018 |
| Torneo Apertura | Olimpia | Paraguay | 2019 |
| Torneo Clausura | Olimpia | Paraguay | 2019 |